# ¡Viva Zapata!
¡Viva Zapata! es una película biográfica estadounidense de 1952 dirigida por Elia Kazan, con Marlon Brando en el papel principal. Narra la vida del dirigente revolucionario mexicano Emiliano Zapata, desde sus orígenes campesinos, su trayectoria revolucionaria hasta su muerte. La película fue fundamental en la mitologización de Zapata.

## Argumento
¡Viva Zapata! es una película sobre la vida de Emiliano Zapata (Marlon Brando), un líder revolucionario de la Revolución Mexicana, quien forma parte de una delegación que se entrevista con el presidente Porfirio Díaz (Fay Roope) para protestar por el trato injusto que su gobierno da a los campesinos, favoreciendo a los terratenientes que les habían arrebatado sus tierras. El presidente Díaz era un presidente cuyo mandato fue visto como una dictadura, que duró 34 años, y los trata con displicencia y los despide. Ante esta actitud, Emiliano decide iniciar una rebelión abierta en el sur de México. Al mismo tiempo, Pancho Villa (Alan Reed) hace lo mismo junto al dirigente reformista, Francisco I. Madero (Harold Gordon).
La rebelión triunfa y Porfirio Díaz es derrocado. Es reemplazado por Francisco Madero, y el nuevo gobierno pronto sigue el mismo camino corrupto y egoísta del anterior. El hermano mayor de Emiliano, Eufemio (Anthony Quinn), se muestra como un dictadorzuelo que toma para sí lo que le apetece, sin ningún respeto por la ley. El presidente Madero, ingenuamente, le entrega su cuota de poder al general Victoriano Huerta (Frank Silvera), quien pronto lo derroca y lo manda ejecutar. A su vez, Huerta pronto es derrocado y se exilia. Un nuevo dirigente, Venustiano Carranza, asume la presidencia y derrota a Pancho Villa. Zapata seguirá sus pasos hasta ser asesinado en una emboscada.

## Reparto
- Marlon Brando - Emiliano Zapata

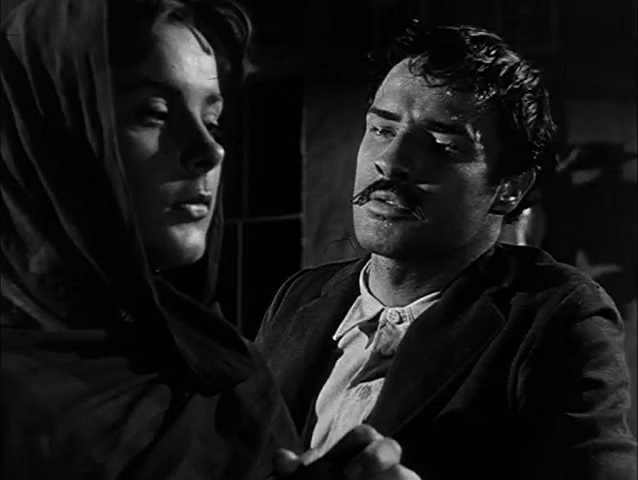
Jean Peters y Marlon Brando en un fotograma del tráiler de la película.

- Jean Peters - Josefa Zapata, su esposa
- Anthony Quinn - Eufemio Zapata
- Joseph Wiseman - Fernando Aguirre
- Arnold Moss - Don Nacho
- Alan Reed - Pancho Villa
- Margo - Soldadera
- Harold Gordon - Francisco I. Madero
- Lou Gilbert - Pablo
- Frank Silvera - Victoriano Huerta
- Florenz Ames - Señor Espejo
- Richard Garrick - General anciano
- Fay Roope - Porfirio Díaz
- Mildred Dunnock - Señora Espejo

## Contexto histórico
El estado de Morelos, que está localizado al sur de la Ciudad de México, tenía una cultura de agricultura muy rica y diversa hacia finales del siglo XIX. Sin embargo, las granjas campesinas fueron tomadas por terratenientes grandes que tuvieron éxito cultivando caña. ¡Viva Zapata! abre con campesinos pidiendo al presidente Porfirio Díaz que intervenga contra los terratenientes. Cuando regresan los campesinos a su tierra para verificar los jalones antiguos son atacados por tropas federales. Solo Zapata, su hermano y su banda de rebeldes se juntan para pelear para los campesinos. Esta película es una celebración simple e idealizada de la Revolución Mexicana y su dimensión rural. Zapata y su liderazgo son el enfoque de la película.

## Comentarios

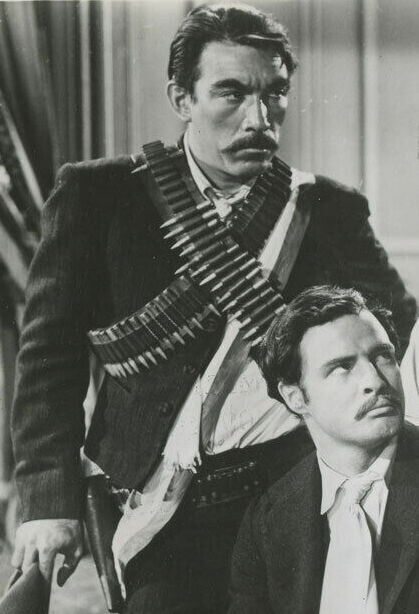
Anthony Quinn y Marlon Brando en una fotografía publicitaria para la película.

En ¡Viva Zapata!, Elia Kazan sigue con la temática preferida: la de personajes que luchan por cambiar su entorno, a menudo inmovilista y corrupto, en pos de una sociedad idílica y utópica. Todo ello envuelto en un cine de compromiso. En esta película, se intenta humanizar y glorificar a Emiliano Zapata.
Para dar una apariencia auténtica, Zanuck y Kazan estudiaron las numerosas fotografías que se tomaron en los años de la Revolución, entre 1909 y 1919, durante la que Zapata lideró la lucha por la restitución de las tierras que habían sido arrebatadas durante la dictadura de Porfirio Díaz. Kazan quedó impresionado especialmente con la colección fotográfica de Agustín Casasola e intentó recrear su estilo visual en el filme. Además, para tratar de ser más correcta con la historia de la Revolución, Steinbeck hizo una investigación extensa sobre Zapata y también organizó entrevistas con miembros del movimiento zapatista. En esta investigación, por ejemplo, Steinbeck descubrió evidencia que indicó que Zapata estaba casado con Josepha.
La adición del personaje Fernando, quien tomó el rol del consejero de Zapata, ha tenido un gran impacto en la interpretación de la película. Kazan y Steinbeck fueron criticados por el personaje de Fernando porque las críticas pensaban que el personaje era un organizador comunista demasiado obvio. Otros personajes poco históricos eran Eufemio, el hermano de Zapata, y Pablo, el socio de Zapata. Estos dos personajes lo traicionaron y no solo a él, sino también a la Revolución entera. La complejidad de la Revolución hizo que la representación de Madero difiera mucho de la realidad histórica. En ¡Viva Zapata! Madero era mucho más débil que en la realidad y la película deja de mencionar que Madero, junto con Huerta, trató de conspirar contra Zapata.
En esta película, Elia Kazan retrata el México rural de principios del siglo XX. Es una obra lírica tanto en su aspecto argumental como en el estético.[cita requerida]

## Premios
- Premio Óscar 1953: al mejor actor secundario (Anthony Quinn). Además, tuvo tres candidaturas más en los apartados de mejor actor (Marlon Brando), mejor dirección artística en blanco y negro, mejor banda sonora y mejor guion (John Steinbeck).[6]
- Premio a la mejor actuación en el Festival Internacional de Cine de Cannes 1952 (Marlon Brando). Elia Kazan también estuvo nominado a la Palma de Oro.[7]
- Premio BAFTA 1953: al mejor actor extranjero (Marlon Brando). También estuvo nominada al BAFTA a la mejor película.[8]